# Estanislao Sacristán y Ferrer
Estanislao Sacristán y Ferrer (n. Valencia; 1835 - f. Godella; 1906), bibliógrafo, anticuario y coleccionista valenciano de la segunda mitad del siglo XIX, propietario -entre otros- del supuesto retrato de Miguel de Cervantes Saavedra, hoy propiedad de la Real Academia Española.

## Biografía
Hijo del comerciante y político Estanislao Sacristán y Mateu,  Pese a la temprana muerte de sus padres, su situación económica fue desde un principio relativamente buena. Su hermana mayor Jacinta y su cuñado Joaquín Añón se hicieron cargo de la droguería de la Luna y de los negocios como comerciante de su padre, mientras que él no necesitó ejercer una profesión concreta para subsistir. En los diversos padrones de la época aparece calificado como “hacendado” o como “propietario”.  Seguramente, buena parte de sus ingresos procedían del alquiler y arrendamiento de sus casas y tierras, algunas heredadas de su padre y otras adquiridas por él durante su juventud. Con apenas veinte años,  casó con Francisco Plaza y Guillem, joven nacida en Valencia el 12 de febrero de 1835 cuyo padrastro era Lamberto Teruel y Galindo, importante comerciante valenciano, miembro del Tribunal de Comercio y cofundador de la Sociedad Crédito Valenciana y la Sociedad de Ferrocarriles Valenciana.  El matrimonio ubicó su domicilio principal en el número 50 de la calle Larga de la Sequiota (posteriormente conocida como Juan de Austria), junto a la plaza del Picadero, en una de las casas de Valencia que había heredado de su padre y donde el matrimonio vivía atendido por varios sirvientes. No tendrían hijos.

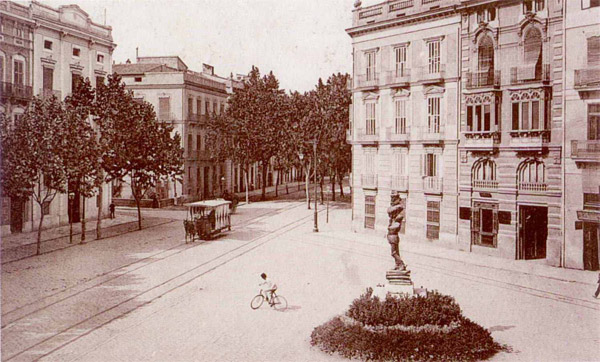
Plaza de los Pinazo (Valencia)

## Coleccionista, anticuario y bibliógrafo
Sacristán acumuló una importante colección de objetos culturales de todo tipo, afición que, según el historiador valenciano Francisco Almarche, le venía desde niño. Reuniría cerca de setecientos pinturas, especialmente retratos, entre ellos un supuesto retrato de Cervantes atribuido a Jáuregui, así como el de Suchet de López, el del arzobispo Company y una Purísima de Juanes.

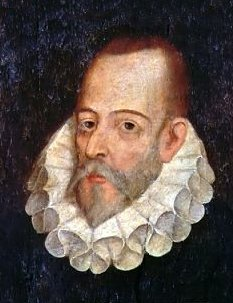
El supuesto retrato de Cervantes fue propiedad de Estanislao Sacristán

Pero su afán coleccionista no se limitaba a los cuadros. En una exposición arqueológica celebrada en 1878 se mostró parte de su “numerosa y notable colección de objetos históricos y arqueológicos, entre los cuales llama la atención una cerradura de hierro del siglo XV. Quince llaves de hierro, de varias épocas. Un bajo-relieve, que representa a Doña Elena Roig, fundadora del convento de Ara-Christi (Puig), y un busto del conde de Floridablanca”.  La importancia de su colección de antigüedades aparece también reflejada en guías posteriores de Valencia como la de 1882 de Alberto Peiró, donde Sacristán consta entre los coleccionistas de monedas, armas y objetos antiguos.
Por último, Sacristán reunió a lo largo de su vida una importante colección de impresos y libros antiguos y coetáneos. La afición de su propietario a hacer anotaciones sobre su adquisición en los propios ejemplares adquiridos ha permitido identificar algunos de ellos y saber más sobre el contenido de su biblioteca y la forma de su consecución. Así, sabemos que en la misma no faltaban romances procedentes de la Imprenta de Laborda “comprados en la quiebra de 1856 por D. Lamberto Teruel y Galindo y yo Estanislao Sacristán Ferrer a dicho D. Lamberto mi suegro político”. De hecho, su fama era tal que se le atribuyó la propiedad de dos hojas que formarían parte de Les Obres e Trobes en Lahors de la Verge María, el hasta hace poco considerado primer incunable español.  Finalmente, Rodríguez Marín asegura que fue un apasionado cervantófilo que “conservó cuidadosamente cuantos ejemplares de diversas ediciones del Quijote le habían traído a las manos su frecuente viajar y su continuo inquirir”.
Sin embargo, Sacristán no se limitó a ser un pasivo coleccionista que compraba objetos de arte, sino que también puede ser considerado como un anticuario que actuó de intermediario o de vendedor, prácticamente durante toda su vida. En ese sentido, Estanislao hacía gala de la profesión de comerciante de su padre y hermana como lo prueba una carta, hoy conservada en la Biblioteca Nacional de España, fechada el 16 de octubre de 1871, que va dirigida a Francisco Barbieri, conocido coleccionista, y en la que le ofrece tres libritos de música, o el cuaderno o libreta en cuarto donde Estanislao Sacristán registraba direcciones de grabadores, libreros o corredores, hacía anotaciones de sus compraventas o incluía relatos de sus viajes fuera de Valencia. Este cuaderno, tras la muerte de Sacristán, fue pasando de mano en mano hasta que en 1915 pasó a poder del erudito Francisco Rodríguez Marín. Actualmente, el original se halla en paradero desconocido, pero, afortunadamente, no todo su contenido se perdió pues parte del mismo fue dado a conocer por Rodríguez Marín en la segunda década del siglo XX. Por este testimonio, sabemos que Sacristán viajó, entre otros lugares, a Madrid, Zaragoza o Andalucía. Asimismo, Sacristán dejó en él reflejada la opinión que le merecían muchos corredores “que no entienden jota, pero piden altos precios”.
Finalmente, Sacristán fue, como muchos bibliófilos decimonónicos, un bibliógrafo, que sueña incluso con futuras ediciones ideales de clásicos como el Quijote. Sus trabajos no se publicarían en vida del mismo, pero han quedado en forma de anotaciones manuscritas. Es el caso del manuscrito sobre la Biblioteca Valentina de José Rodríguez, el insigne bibliógrafo valenciano del siglo XVIII. Este manuscrito, del que se guarda una copia posterior en la Biblioteca Valenciana, pasó por las manos de Agustín Sales y de Juan Antonio Mayans, ilustres personalidades valencianas del siglo XVIII, que hicieron anotaciones, observaciones y correcciones de muchos de los escritores valencianos recogidos en esta biobibliografía. Más tarde fue adquirido por Estanislao Sacristán, que también incluyó aportaciones propias. Otra obra anotada por Sacristán es la Galería biográfica de artistas españoles del siglo XIX de Manuel Ossorio y Bernard, publicada en Madrid entre 1868 y 1869. Uno de los ejemplares de esta obra perteneció a Estanislao Sacristán y se conserva en la Biblioteca Serrano Morales de Valencia. Por último, acristán soñó también con sacar a la luz nuevas ediciones de clásicos. Una de ellas es la edición del Quijote cuyas líneas maestras dejó transcritas en su cuaderno de notas. Dado su carácter minucioso, sabemos incluso la fecha en que concibió ese proyecto y el lugar: 12 de abril de 1880 a las 12 de la mañana estando en la calle de las Nieves junto a la reja que da a la calle del Santísimo. De la detallada descripción podemos destacar varias cosas. Su amor por Valencia que le lleva a incluir tanto el escudo de la ciudad de Valencia como el sello o escudo de la Diputación. Su dominio del mundo de la edición del libro antiguo, como buen anticuario, que le hace elegir aquellas características más destacadas de ejemplares e impresores antiguos. Su amor por la pintura y los retratos queda también reflejado, no solo por la inclusión del retrato de Jáuregui, sino también de todos los comentaristas del Quijote, desde Bowles hasta Eugenio de Ochoa. Tampoco podemos dejar de destacar el estigma o marca tipográfica que debía presidir la portada, formada por un sacristán y dos herraduras. Nótese en relación a estos últimos elementos que su segundo apellido es Ferrer (en valenciano, herrero).

Carta de Estanislao Sacristán a Francisco A. Barbieri

## Dispersión de la colección
Los últimos años de Estanislao Sacristán no fueron buenos. Almarche indica en la semblanza que ha dejado sobre él que “habiendo sido desgraciado en algunos negocios, vino a agriarse su carácter en la vejez, volviéndose extremadamente raro, siendo muy contadas las personas que con él sostenían trato en confianza”.  Según Almarche, este tipo de pérdidas producidas por su mala administración lo obligó a vender en vida algunos de los objetos que había atesorado, si bien “casi nunca cedió o vendió los que se referían a Valencia”. Conforme su situación económica fue empeorando, Sacristán se vio obligado a hacer más y más sacrificios. El 26 de noviembre de 1905, pocos meses antes de su muerte, se vio obligado a vender el piso principal de Valencia de la plaza del Picadero donde vivía “para atender las necesidades del matrimonio”, de la que seguiría conservando, no obstante, la segunda planta y los pisos bajo y entresuelo. Su mujer, Francisca Plaza y Guillem, murió el 29 de diciembre de 1905, a los 71 años de edad. Sacristán la seguiría casi inmediatamente, pues falleció el 18 de enero de 1906, en la masía de su cuñado Juan Teruel Guillem en Godella.  Sus cuerpos fueron inhumados en el Cementerio General de Valencia en el mismo nicho donde se había enterrado su padre Estanislao Sacristán y Mateu.
Dado que no tuvieron hijos y que Sacristán murió después de su mujer, todos los bienes del matrimonio pasaron a manos de su hermana menor, Magdalena Sacristán y Ferrer, y a través de ella, a sus sobrinos. Pronto, los herederos procedieron a la venta de los bienes, incluyendo las colecciones de libros y objetos artísticos. Una parte de su biblioteca pasó a la Biblioteca Serrano Morales, actualmente sita en el Ayuntamiento de Valencia. Seguramente, José Serrano Morales, importante coleccionista de manuscritos e impresos, adquiriría en los últimos años de su vida parte de la colección de Sacristán enriqueciendo su propia biblioteca, tal como había hecho con importantes colecciones privadas en el pasado. 
Otra pieza singular como el supuesto retrato de Cervantes cuadro de Jáuregui pasó a José Albiol, profesor de la Escuela de Artes y Oficios de Oviedo, quien en 1911 lo legó a la Real Academia Española. Las discusiones sobre su autenticidad pondrían el foco sobre su antiguo propietario Sacristán en un acalorado debate que tuvo lugar en la segunda década del siglo XX y que no ha concluido totalmente en la que tuvo un papel protagonista Rodríguez Marín.